# 老窝铺乡
老窝铺乡，是中华人民共和国河北省承德市围场满族蒙古族自治县下辖的一个乡。

## 行政区划
老窝铺乡下辖以下地区：
上窝铺村、下窝铺村和石人梁村。